# Ганс Юттнер
Ганс Юттнер (нім. Hans Jüttner, 2 березня 1894, Шмігель — 24 травня 1965, Бад-Тельц) — один з вищих офіцерів СС, обергруппенфюрер СС і генерал військ СС. Кавалер Лицарського хреста Хреста Воєнних заслуг з мечами

## Біографія
Після закінчення гімназії працював банківським клерком. З початком Першої світової війни пішов добровольцем до армії. В 1920 році демобілізувався з армії. Деякий час перебував у добровольчому корпусі, потім працював продавцем. У 1928 році організував власний бізнес. У 1931 році вступив в НСДАП (квиток № 541 163) і СА. У 1933 році став викладачем фізичної підготовки університету Бреслау. У 1934 році став керівником освітньої системи СА в Мюнхені.
17 травня 1935 року вступив у СС (посвідчення № 264 497), займав посаду начальника штабу 1-го батальйону полку СС «Дойчланд». 1 квітня 1936 року переведений в штаб Головного управління СС. 1 вересня 1936 року призначений інспектором частин посилення СС. У 1939 році призначений інспектором резервних частин посилення СС. В 1940 році очолив загальне керівництво частин посилення СС. З 20 квітня 1940 року — начальником штабу Головного оперативного управління СС. 30 січня 1943 року призначений начальником Головного оперативного управління СС. На своїй посаді суворо стежив за тим, щоб війська СС в усьому відповідали нормам і вимогам вермахту.
Намагався не допускати переходу в війська СС консервативних і недостатньо підготовлених в політичному плані, з його точки зору, кадрів з армії і поліції. В результаті діяльності Юттнера війська СС до кінця війни стали фактично самостійними військами. 20 липня 1944 року призначений начальником штабу Головнокомандувача Армією резерву Генріха Гіммлера, фактично на цій посаді здійснював все керівництво армією резерву та озброєнням сухопутних військ. Був противником планів партійного керівництва про відправку на фронт резервістів, які проходили військову підготовку.
17 травня 1945 року заарештований британськими військами. У 1948 році засуджений до 10 років трудових таборів. У 1949 році термін був знижений до 4 років. У 1960 році оселився в Баварії і став власником санаторію в Бад-Тельці.

## Звання
- Лейтенант (14 травня 1915)
- Обер-лейтенант (6 січня 1920)
- Штурмбаннфюрер СА (15 квітня 1933)
- Гауптштурмфюрер СС (17 травня 1935)
- Штурмбаннфюрер СС (1 вересня 1936)
- Оберштурмбаннфюрер СС (9 листопада 1937)
- Штандартенфюрер СС (30 січня 1939)
- Оберфюрер СС (1 грудня 1939)
- Бригадефюрер СС і генерал-майор військ СС (20 квітня 1940)
- Группенфюрер СС і генерал-лейтенант військ СС (20 квітня 1941)
- Обергруппенфюрер СС і генерал військ СС (21 червня 1943)

## Нагороди
- Залізний хрест 2-го і 1-го класу
- Орден Церінгенського лева, лицарський хрест 2-го класу з мечами
- Військова медаль (Османська імперія)
- Почесний хрест ветерана війни з мечами
- Німецька імперська відзнака за фізичну підготовку в золоті
- Спортивний знак СА в золоті
- Почесний кут старих бійців
- Йольський свічник
- Почесна шпага рейхсфюрера СС
- Кільце «Мертва голова»
- Застібка до Залізного хреста 2-го і 1-го класу
- Хрест Воєнних заслуг 2-го і 1-го класу з мечами
- Німецький хрест в сріблі
- Лицарський хрест Хреста Воєнних заслуг з мечами (30 жовтня 1944)